# Endomychus limbatus
Endomychus limbatus es una especie de coleóptero de la familia Endomychidae.

## Distribución geográfica
Habita en California (Estados Unidos).